# Tlapacoya
Tlapacoya är en kommun i Mexiko.   Den ligger i delstaten Puebla, i den sydöstra delen av landet, 160 km nordost om huvudstaden Mexico City. Antalet invånare är 6 406. Arean är 63 kvadratkilometer.
Terrängen i Tlapacoya är kuperad åt nordväst, men åt sydost är den bergig.
Följande samhällen finns i Tlapacoya:
- Tlamaya Grande
- Tlamaya Chico
- La Cruz
- Ahuacatlaya
- La Cumbre
- San Antonio Tlilapa
- San Andrés Buenavista
- Zoquiapa
- Cuatepalcatla
- Zintlapal
- Benito Juárez
- La Palma